# クロットワーシー・スケッフィントン (初代マッセリーン伯爵)

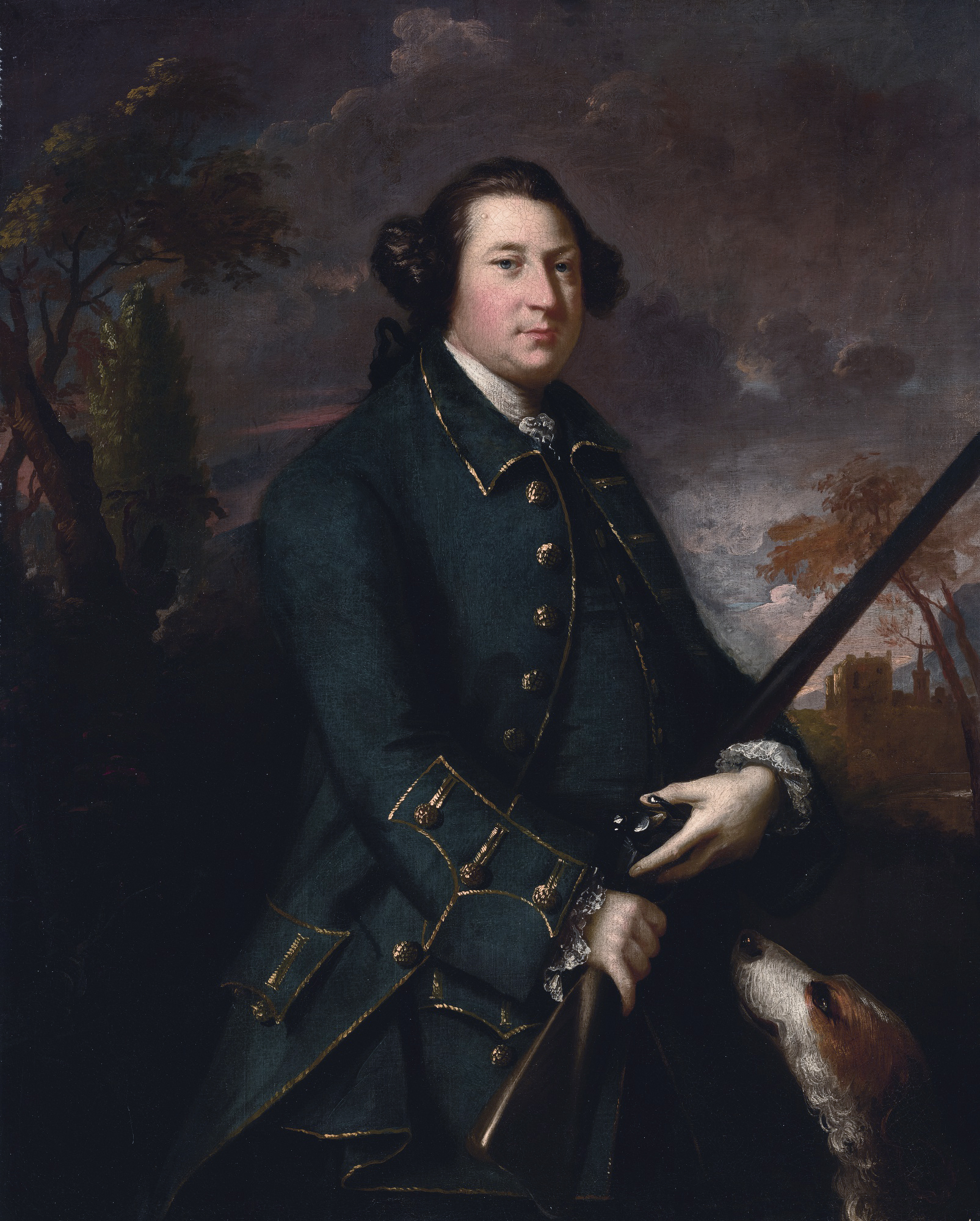
ジョシュア・レノルズによる肖像画

初代マッセリーン伯爵クロットワーシー・スケッフィントン（英語: Clotworthy Skeffington, 1st Earl of Massereene PC (Ire)、1710年代生 – 1757年9月14日）は、アイルランド王国の貴族。

## 生涯
第4代マッセリーン子爵クロットワーシー・スケッフィントンとキャサリン・チチェスター（Catherine Chichester、1687年9月9日洗礼 – 1749年7月1日、第3代ドニゴール伯爵アーサー・チチェスターの娘）の息子として生まれた。
1738年2月11日に父が死去すると、マッセリーン子爵の爵位を継承、1739年10月9日にアイルランド貴族院議員に就任した。1746年、アイルランド枢密院の枢密顧問官に任命された。1751年10月22日、ダブリン大学よりD.C.L.の学位を授与された。
1756年7月28日、アイルランド貴族であるマッセリーン伯爵に叙されたが、その1年後の1757年9月14日にアントリム近くで急死、アントリムで埋葬された。2人目の妻との間の息子クロットワーシーが爵位を継承した。

## 家族
1738年3月10日、アン・ダニエル（Anne Daniel、1719年11月2日洗礼 – 1740年3月24日、リチャード・ダニエルの娘）と結婚した。
1741年11月25日、アン・エア（Anne Eyre、1716年頃 – 1805年5月20日、ヘンリー・エアの娘）と再婚、4男2女をもうけた。
- クロットワーシー（1743年1月28日 – 1805年2月28日） - 第2代マッセリーン伯爵
- ヘンリー（1744年 – 1811年6月12日） - 第3代マッセリーン伯爵
- ウィリアム・ジョン（1747年頃 – 1811年1月10日） - 生涯未婚
- エリザベス（1748年頃 – 1817年5月29日） - 1765年5月30日、ロバート・クレメンツ（後の初代リートリム伯爵）と結婚、子供あり
- チチェスター（1751年 – 1816年2月25日） - 第4代マッセリーン伯爵
- キャサリン（1752年7月15日洗礼 – 1796年2月9日） - 1784年6月7日、初代ランダフ男爵フランシス・マシュー（後の初代ランダフ伯爵）と結婚